# Regelgerechtigkeit
Die Regelgerechtigkeit oder gesetzliche Gerechtigkeit (iustitia legalis) ist ein Gerechtigkeitskonzept, welches als Kriterium für die Beurteilung des Zustands einer Gesellschaft als gerecht oder ungerecht die Gesetze betrachtet. Dabei wird zumindest in modernen Ansätzen verlangt, dass alle Mitglieder der Gesellschaft denselben Regeln tatsächlich unterworfen sind. Der Ökonom Friedrich August von Hayek hat die Regel- der Ergebnisgerechtigkeit gegenübergestellt und ersterer den Vorzug gegeben.

## Regelgerechtigkeit als traditionelle Gesetzesgerechtigkeit neben anderen Gerechtigkeitstypen
Die gesetzliche Gerechtigkeit kann unterschiedlich bestimmt werden. Aristoteles versteht als ihr Formalobjekt die staatlichen Gesetze, Thomas von Aquin in teilweisem Anschluss daran das Gemeinwohl. Die Gesetzesgerechtigkeit ist für Thomas eine Tugend und naturrechtlich determiniert; sie ist die allgemeine Gerechtigkeit, der gegenüber Verteilungsgerechtigkeit (distributive G.) und Tauschgerechtigkeit (kommutative G.) als partikulare Gerechtigkeitstypen unterschieden werden. Daneben wird traditionell noch die Beteiligungsgerechtigkeit (iustitia contributiva) als weitere Zusatzbedingung für die Gewährleistung sozialer Gerechtigkeit verlangt.

## Regelgerechtigkeit als Verfahrensgerechtigkeit
Einige moderne Gerechtigkeitstheorien haben (gegen zum Beispiel Thomas) die iustitia legalis mit der sogenannten Verfahrensgerechtigkeit (procedural justice) identifiziert.
John Rawls beispielsweise unterscheidet in seiner Theorie der Gerechtigkeit drei Typen der Verfahrensgerechtigkeit:
vollkommene Verfahrensgerechtigkeit
Die Prozeduren sind so beschaffen, dass sie ein gerechtes Resultat garantieren (wie dies nur in einfachen oder idealisierten Fällen denkbar ist; Standardbeispiel ist die Aufteilung eines Kuchens in gleich große Stücke, wobei die den Kuchen zerteilende Person ihr Stück als Letztes erhält).
unvollkommene Verfahrensgerechtigkeit
Es existiert keine Prozedur, die mit Gewissheit ein gerechtes Resultat herbeiführt (wie dies beispielsweise bei Gerichtsverhandlungen faktisch unvermeidbar ist).
reine Verfahrensgerechtigkeit
Während in beiden vorbenannten Fällen ein unabhängiges Kriterium existiert, welches die Überprüfung erlaubt, ob das Ergebnis gerecht ist oder nicht, ist dies in diesem Fall ausgeschlossen; das Verfahren gilt selbst als gerecht, ohne dass dies durch die Gerechtigkeit des Ergebnisses erst konstituiert wird (wie beispielsweise, wenn sich jeder an die Regeln eines Kartenspiels hält).
Der Begriff einer reinen Verfahrensgerechtigkeit ist das Fundament von Rawls Theorie. Robert Nozick meint, nur Verfahrensgerechtigkeit könne ein plausibles Fundament für moralische Appelle darstellen.
Konkret fordert man neben der Gleichheit vor dem Gesetz meist auch eine Unparteilichkeit der Gerichte sowie eine faire Rechtsfindung als notwendige Bedingungen eines verfahrensgerechten Sozialwesens.

## Regelgerechtigkeit in der liberalen Sozialphilosophie
Ähnlich wie bei Hayek, der die Regel- der Ergebnisgerechtigkeit übergeordnet hat, wird bis heute in der liberalen Sozialphilosophie argumentiert. Die Friedrich-Naumann-Stiftung beispielsweise postuliert in ihren Statuten: „Liberale Politik will Regeln festlegen, die für alle gelten, dem einzelnen aber die freie Entscheidung lassen. Sie will nicht ein bestimmtes Ergebnis von vornherein fixieren: Sie will also Regelgerechtigkeit, weil es Ergebnisgerechtigkeit nicht geben kann.“